# Xã Brookville, Quận Franklin, Indiana
Xã Brookville (tiếng Anh: Brookville Township) là một xã thuộc quận Franklin, tiểu bang Indiana, Hoa Kỳ. Năm 2010, dân số của xã này là 5.773 người.